# Jodis albipuncta
Jodis albipuncta là một loài bướm đêm trong họ Geometridae.